# باول كولينغز
باول كولينغز (بالإنجليزية: Paul Collings)‏ هو لاعب كرة قدم بريطاني، ولد في 30 سبتمبر 1968 في ليفربول في المملكة المتحدة. لعب مع نادي أكرينغتون ستانلي ونادي ألترينتشام ونادي بوري ونادي ترانمير روفرز لكرة القدم.